# Covenant (zespół muzyczny)
Covenant – szwedzka grupa muzyczna grająca futurepop, synth pop i EBM. Ich muzyka inspirowana jest takimi zespołami jak Kraftwerk, The Human League, oraz pionierami EBM – Front 242 i Nitzer Ebb.
Swą działalność rozpoczęli w 1986 roku, jednak ich pierwsza płyta Dreams For A Cryotank ukazała się dopiero pod koniec 1994 roku nakładem wytwórni Memento Materia. Ich drugi album studyjny, wydany już nakładem wytwórni Off Beat, znanej z wyszukiwania nowych talentów, Sequencer został znakomicie przyjęty przez fanów i krytyków, umiejscawiając Covenant w kręgu najważniejszych zespołów sceny elektro/EBM. Kolejne albumy, Europa oraz United States of Mind ugruntowały ich pozycję.
25 lipca 2009 zespół zagrał koncert w Polsce w ramach festiwalu Castle Party.

## Skład

### Aktualni członkowie
- Eskil Simonsson – wokal, teksty, syntezator
- Joakim Montelius – teksty, syntezator, dodatkowe wokale
- Daniel Myer – syntezator, dodatkowe wokale (od 2007)

### Byli członkowie
- Clas Nachmanson – syntezator, dodatkowe wokale (do 2007)

## Dyskografia

### Albumy
| Rok  | Album                 |
| ---- | --------------------- |
| 1994 | Dreams of a Cryotank  |
| 1996 | Sequencer             |
| 1998 | Europa                |
| 2000 | United States of Mind |
| 2002 | Northern Light        |
| 2006 | Skyshaper             |
| 2011 | Modern Ruin           |
| 2013 | Leaving Babylon       |
| 2016 | The Blinding Dark     |

### Albumy koncertowe
| Rok  | Album      |
| ---- | ---------- |
| 2000 | Synergy    |
| 2007 | In Transit |

### Single i EP
| Rok  | Album                                                                  |
| ---- | ---------------------------------------------------------------------- |
| 1995 | Figurehead                                                             |
| 1996 | Stalker                                                                |
| 1997 | Theremin EP                                                            |
| 1998 | Final Man                                                              |
| 1998 | Euro EP                                                                |
| 1999 | It's Alright Singiel wydany na płycie gramofonowej w liczbie 500 sztuk |
| 1999 | Tour De Force                                                          |
| 2000 | Dead Stars                                                             |
| 2000 | Der Leiermann Wydany jednocześnie z singlem Dead Stars w Niemczech     |
| 2000 | Travelogue Zawarty na wersji limitowanej albumu United States of Mind  |
| 2002 | Call The Ships To Port                                                 |
| 2002 | Bullet                                                                 |
| 2006 | Ritual Noise EP                                                        |
| 2006 | Brave New World                                                        |
| 2010 | Lightbringer                                                           |
| 2013 | Last Dance EP                                                          |
| 2016 | Sound Mirrors                                                          |